# 冰岛蓼
冰岛蓼（学名：Koenigia islandica），为蓼科冰岛蓼属下的一个种。